# Skin (cantante)
Deborah Anne Dyer (3 de agosto de 1967) conocida por el nombre artístico Skin, es una cantante, compositora, DJ de música electrónica y modelo ocasional británica. Como Deborah Dyer, Skin estudió Diseño de Interiores en la Universidad Teesside en Middlesbrough, de la cual más tarde recibió un título honorífico. Es principalmente conocida por ser la vocalista principal de la banda de rock británica Skunk Anansie, una banda a menudo agrupada como parte del movimiento Britrock en el Reino Unido y llamó la atención por su poderosa y amplia voz y su característico aspecto calvo. Mavis Bayton, autor de Frock Rock, dice que "las mujeres como Skin, Natacha Atlas, Yolanda Charles, Mary Genis y Debbie Smith ahora están actuando como modelos cruciales para las futuras generaciones de mujeres negras".
En 2015, se unió al panel de jueces de la versión italiana del programa de talentos The X Factor durante una temporada, y 2016 apareció en la portada de la revista lesbiana británica Diva. Después de lanzar nueva música y hacer giras con Skunk Anansie en 2018, Skin apareció como una de las estrellas de portada de la edición especial de She Rocks de la revista Classic Rock y fue honrada con el Premio al Artista Inspirado en los Premios de la Semana de la Música antes de celebrar los 25 años de Skunk Anansie. También apareció en la portada de Kerrang! revista en noviembre de 2018. 

## Carrera en solitario

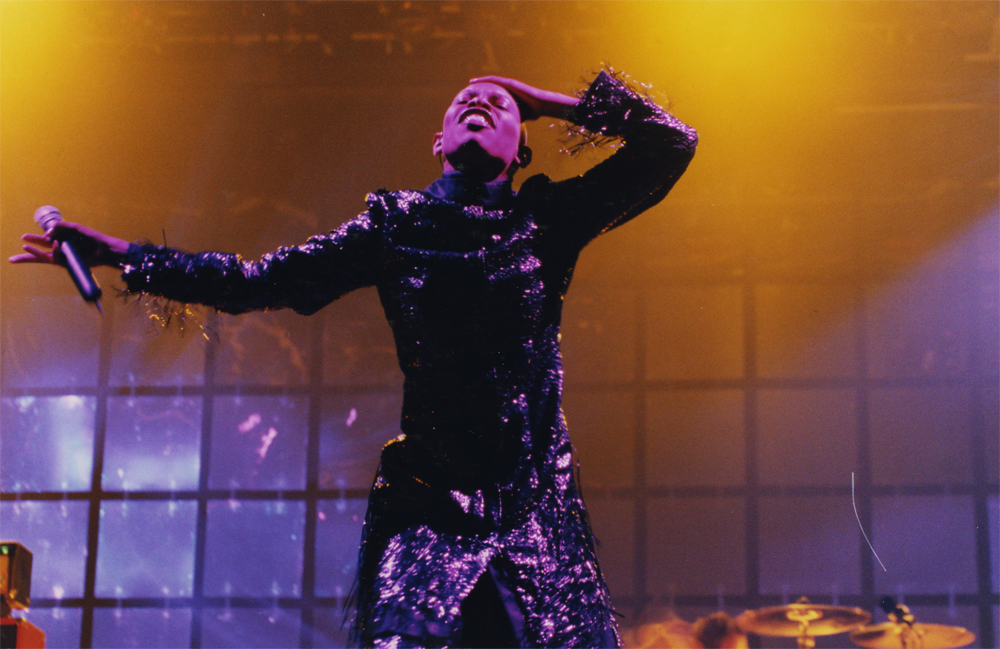
Skin en Glastonbury

Después de la separación de Skunk Anansie, Skin lanzó su álbum debut en solitario Fleshwounds. El álbum fue atenuado en sus días de Skunk Anansie y no obtuvo la misma aclamación de los fanáticos de Skunk Anansie. Incluso abandonó su característico aspecto calvo y dejó que su cabello se convirtiera en una cosecha juvenil. Si bien el álbum no fue un éxito masivo en el Reino Unido, se lanzaron dos sencillos: "Trashed" y "Faithfulness". "Lost", un doble lado A con "Getting Away with It", fue un tercer sencillo planeado pero fue retirado poco antes del lanzamiento; [cita requerida] Se enviaron CD promocionales a las estaciones de radio, pero no se emitieron. En otras partes de Europa, el éxito del álbum fue mayor. Por ejemplo, en Italia alcanzó el número 6 en la lista de álbumes y en Alemania en el número 18. [cita requerida] [cita requerida]
Después de lanzar Fleshwounds, Skin realizó varios conciertos en solitario en toda Europa. También apoyó la etapa europea de las giras mundiales de Robbie Williams y Placebo . 
En febrero de 2008, anunció que estaba trabajando con Timo Maas y Martin Buttrich en un proyecto paralelo llamado "Format-3". Su canción de 2008 "Tear Down These Houses" fue lanzada como parte de la banda sonora de Parlami d'Amore, dirigida por Silvio Muccino. 
Ella canta en la pieza musical de apertura "Renacimiento", en Medici: Masters of Florence, una serie original de Netflix lanzada en octubre de 2016.

## Vida personal
Skin es abiertamente bisexual. En 2013 entró en una sociedad civil con Christiana Wyly, hija del multimillonario estadounidense Sam Wyly. Se separaron en 2015. A partir del referéndum sobre la salida del Reino Unido de la Unión Europea en 2016, se ha pronunciado públicamente contra el Brexit.